# Discografia de Lil Suzy
Este artigo apresenta a discografia do cantora Lil Suzy, que consiste em quatro álbuns de estúdio, duas compilações e 15 singles lançados até a presente data.

## Álbuns

### Álbuns de estúdio
| Ano  | Detalhes do álbum                                                                          |
| ---- | ------------------------------------------------------------------------------------------ |
| 1991 | Love Can't Wait - Lançado: 18 de Novembro de 1991 - Gravadora: Warlock Records             |
| 1994 | Back to Dance - Lançado: 11 de Janeiro de 1994 - Gravadora: Warlock Records                |
| 1995 | Life Goes On - Lançado: 4 de Abril de 1995 - Gravadora: Metropolitan Recording Corporation |
| 1997 | Paradise - Lançado: 8 de Julho de 1997 - Gravadora: Metropolitan Recording Corporation     |

### Compilações
| Ano  | Detalhes do álbum                                                                             |
| ---- | --------------------------------------------------------------------------------------------- |
| 1999 | The MegaMix - Lançado: 30 de Novembro de 1999 - Gravadora: Metropolitan Recording Corporation |
| 2002 | The Greatest Hits - Lançado: 22 de Janeiro de 2002 - Gravadora: Empire Musicwerks             |

## Singles
| Ano  | Single                         | Posições | Posições               | Posições                  | Álbum           |
| Ano  | Single                         | E.U.A.   | E.U.A. Rhythmic Top 40 | E.U.A. Maxi-Singles Sales | Álbum           |
| ---- | ------------------------------ | -------- | ---------------------- | ------------------------- | --------------- |
| 1988 | "Randy"                        | —        | —                      | —                         | 12" Single      |
| 1991 | "Take Me in Your Arms"         | 67       | —                      | —                         | Love Can't Wait |
| 1992 | "Falling in Love"              | —        | —                      | —                         | Love Can't Wait |
| 1993 | "Turn the Beat Around"         | —        | —                      | —                         | Back to Dance   |
| 1994 | "Promise Me"                   | 62       | 17                     | 26                        | Life Goes On    |
| 1995 | "Now & Forever"                | —        | —                      | —                         | Life Goes On    |
| 1995 | "When I Fall in Love"          | —        | —                      | —                         | Life Goes On    |
| 1996 | "Just Can't Get Over You"      | —        | —                      | —                         | Life Goes On    |
| 1997 | "Can't Get You Out of My Mind" | 79       | —                      | 14                        | Paradise        |
| 1997 | "Memories"                     | —        | —                      | —                         | Paradise        |
| 1998 | "I Still Love You"             | 94       | —                      | 32                        | Paradise        |
| 1999 | "You're the Only One"          | —        | —                      | —                         | The MegaMix     |
| 2002 | "Don't You Want Me"            | —        | —                      | —                         | CD Single       |
| 2009 | "Dance Tonight"                | —        | —                      | —                         | iTunes          |

## Videoclipes
| Ano  | Single                 |
| ---- | ---------------------- |
| 1991 | "Take Me in Your Arms" |
| 1993 | "Turn the Beat Around" |
| 1995 | "When I Fall in Love"  |

## Outras canções
- 1996 - "Suzanna", Collage com a participação de Lil Suzy, lançada na compilação Metropolitan Freestyle Extravaganza Volume 7.
- 1997 - "Runaway", lançada no CD Dance Trip 2000.
- 1999 - "He's All I Want for Christmas/Letter to Santa", lançada no CD Freestyle X-Mas
- 1999 - "All I Want", Collage com a participação de Lil Suzy, lançada no CD Chapter II: 1999.
- 2001 - "From the Inside", distribuida promocionalmente.
- 2001 - "Just a Freak", Lil Suzy com a participação de Stephanie, faixa não lançada.
- 2002 - "Treat Me Right", gravada originalmente em 2001, foi lançada no CD Euro Freestyle Invasion.
- 2002 - "You'll See", faixa não lançada.
- 2003 - "Still I Cry", gravada originalmente em 2002, foi lançada no CD Euro Freestyle Invasion II.
- 2004 - "I'm in Love", faixa não lançada.
- 2005 - "Walls of Love", faixa não lançada.